# Beate Huitfeldt
Beate Huitfeldt, född 27 november 1554 i Köpenhamn, död 1626, var en dansk hovdam.
Hon var dotter till Christoffer Huitfeldt (1501–59). Hon växte upp som fosterbarn hos sin släkting Sidsel Skave på grund av faderns frånvaro och moderns sjuklighet. 
1572 blev hon hovfröken hos Danmarks nya drottning, Sofia av Mecklenburg. Hon gifte sig 1574 med Knud Ebbesen Ulfeldt (död 1586) på Svenstorp i Skåne, in i släkten Ulfeld. Beate Huitfeldt blev hovmästarinna för Danmarks nya drottning Anna Katarina av Brandenburg 1597 och 1612 hovmästarinna för de kungliga prinsarnas hov fram till 1617. För sin hovtjänst fick hon Mölleröds slott i Skåne. 
Hon är känd för sin byggverksamhet på Svenstorp och Mölleröd. 